# 灘尾弘吉
灘尾弘吉（日语：／ Nadao Hirokichi，1899年12月21日—1994年1月22日），日本政治家，自由民主黨黨員。昭和時代的著名官僚。曾歷任大分縣知事、眾議院議長、文部大臣（74、75、77、82、83、90代）、厚生大臣（41代）等職。

## 生平
1899年12月21日出生於廣島縣佐伯郡大柿町（現江田島市）。灘尾家除農業以外、還經營木綿製造與醬油釀造的事業。父親灘尾夫子俟在獨學早稻田大學的講義錄以後，對政治產生興趣，在當地擔任村會議員、町会議員、村長等職務。
此外，有個遠房親戚是第5代三遊亭圓樂。
灘尾是個實至名歸的秀才，小學和中學時期被稱為神童；在舊制廣島一中、一高、東京帝国大学法学部均以第一名畢業。就讀於一高期間，當皇太子裕仁親王（後來的昭和天皇）出訪歐洲之時，更擔當送行的一高校旗旗手的學生代表。
自東京大學畢業後，經由當時内務省的人事課長、廣島中學的學長佐上信一的斡旋，進入内務省的衛生局。之後伴隨著保健行政部門從內務省獨立成厚生省，而轉入厚生省社會局。接著又歷任福利課長、保護課長等，成為大臣官房會計課長。1941年以43歲之齡出任當時最年輕的大分縣知事。1942年重回厚生省，先後任厚生省生活局長、衛生局長。1944年任内務省地方局長。
1945年4月擔任内務次官。次官任內的8月迎來終戰、灘尾一度回到故鄉廣島；再度回東京後，1947年11月被駐日盟軍總司令公職追放。灘尾由於從事社会福利方面、與警察治安等無關，經由各界向駐日盟軍司令部的請求，最終解除了追放。
1951年8月追放解除後，在旁人勸進下參加1952年10月第25回眾議院議員總選舉。有著擔任内務次官經驗，在沒有當地知名度、也沒有組織票、演説及答辯時聲音也小、一切在地利益都沒有的情況下，憑藉著誠實而以第二高票當選。（同期當選的尚有福田赳夫、大平正芳、黑金泰美、内田常雄、丹羽喬四郎、宇都宮徳馬、植木庚子郎、加藤精三、山崎巌、今松治郎、重政誠之、町村金五、古井喜実等人）。當選後，隸屬於内務次官時代結識的自由黨緒方竹虎所領導的緒方派，緒方過世後隸屬於石井光次郎的石井派。
1956年自由民主黨總裁選舉結果，石橋内閣成立，灘尾出任文部大臣。之後灘尾在池田勇人内閣中除厚生大臣（1任）外，前後擔任共6任的文部大臣，而有「文部大臣灘尾」的說法。
在對外關係上是著名的親臺派人士。在中華民國和日本斷交後便發起並參與日華議員懇談會、擔任首任會長。並基於對臺灣的情誼，生前儘管在中華人民共和國的多次邀請下，始終未曾訪中過。1986年蔣介石百歲冥誕前夕，還與岸信介發起成立「蔣公遺德顯彰會」。初創成員高達6000餘人。
1974年，經由三木内閣自民黨副總裁椎名悦三郎之推薦，出任黨三役之一的自民黨總務会長。灘尾與椎名、前尾繁三郎合稱「三賢人會」並維持交情。為對應自民黨在田中角榮因田中金脈問題辭去首相、以及洛克希德事件台面化的危機，向來主張自民党近代化的椎名在三木和灘尾的合作下企圖實行改革，在椎名眼中，三木改革是消極的，椎名參與了福田赳夫、大平正芳等人之舉黨體制聯絡協議會發動的「三木批發」倒閣事件。1976年9月的党役員改選及内閣改組後辭去總務會長職務。1976年石井派解散後不屬於任何一派系。
1979年10月7日第35屆眾議院議員總選舉結果，自民黨大敗，席次相較於前一次選舉有所減少。黨內為敦促大平正芳下台而爆發「四十日抗爭」，在這期間福田赳夫與大平對立，作為任何人都不得罪、公平無私人物的灘尾也被推舉為總裁候選人。
在總選舉前，保利茂議長因病而辭職，他在1979年2月1日出任第60代眾議院議長，選後連任為第61代眾議院議長。1982年獲頒授勳一等旭日桐花大勳章。
1983年從政壇引退（原廣島1區地盤由粟屋敏信繼承），引退後晩年任全國社会福祉協議會会長、以及最大的身心障礙者團體日本身体障害者團體連合会会長等社會福利事業。1989年3月長年陪伴的愛妻敏子因事故而去世，灘尾極為悲痛。1994年1月22日於東京都世田谷區的自家去世，享壽94歲。

## 相關書籍
- 城山三郎. . 文藝春秋. 1990. ISBN 4163121609.
- 中国新聞社編、高多清在　「灘尾弘吉」　広島県、1991年
- 草柳大蔵聞き書き 「灘尾弘吉先生と語る」　全国社会福祉協議会　1994年

| 議會席位                                   | 議會席位                                                                                                | 議會席位                                 |
| ------------------------------------------ | --- | ---------------------------------------- |
| 前任： 保利茂                              | 眾議院議長 第60・61代：1979年 - 1980年                                                                  | 繼任： 福田一                            |
| 官衔                                       | |                                          |
| 前任： 剱木亨弘 荒木萬壽夫 松永東 清瀬一郎 | 文部大臣 第90代：1967年 - 1968年 第82・83代：1962年 - 1964年 第77代：1958年 第74・75代：1956年 - 1957年 | 繼任： 坂田道太 愛知揆一 橋本龍伍 松永東 |
| 前任： 古井喜實                            | 厚生大臣 第37代：1961年 - 1962年                                                                        | 繼任： 西村英一                          |
| 前任： 山崎巌                              | 内務次官 第50代：1945年                                                                                 | 繼任： 古井喜實                          |
| 榮銜                                       | |                                          |
| 前任： 西村英一                            | 最年長衆議院議員 1980年 - 1983年                                                                        | 繼任： 三池信                            |
| 政党职务                                   | |                                          |
| 前任： 鈴木善幸                            | 自由民主黨總務會長 第18代：1974年 - 1976年                                                              | 繼任： 松野頼三                          |